# 골설어아목
골설어아목(Osteoglossoidei)은 골설어목에 속하는 아목 분류군이다. 아프리카나비고기과와 골설어과 그리고 기타 멸종된 과를 포함하고 있다.